# Jinbo-Partei
Die Jinbo-Partei (Koreanisch: 진보당, Transliteration: Jinbo-dang, deutsch: Fortschrittspartei, Progressive Partei), ehemals bekannt als Minjung-Partei (Koreanisch: 민중당, Transliteration: Minjung-dang, deutsch: Volkspartei) ist eine linke Partei in Südkorea. Die Partei entstand am 15. Oktober 2017 aus dem Zusammenschluss der Saemin-jungjeong-Partei und der Minjung-yeonhap-Partei.
Ihr ehemaliger Name lehnte sich an die Minjung-Volksbewegung während der Militärregimes an.

## Geschichte
Aus den Studentenbewegungen der Demokratiebewegung von 1987 gingen zwei Hauptströmungen innerhalb der koreanischen radikalen Linken hervor, die sich aufgrund Unstimmigkeiten zu inhaltlichen Prioritäten nicht auf eine einzelne Parteiplattform einigen können. Die Nationale Befreiung (민족해방, kurz NL National Liberation) sieht insbesondere Wiedervereinigung, Antiimperialismus und Antifaschismus als ihre Hauptziele, während Volksdemokratie (민중민주파, kurz PD People's Democracy) insbesondere auf die Errichtung einer Wirtschaftsdemokratie und die Schaffung des demokratischen Sozialismus abzielt. 
NL koordiniert ihre Aktivitäten mit außerparlamentarischen Gruppierungen wie der Nationalen Föderation der Bauernverbände (전국농민회총연맹), dem Nationalrat der Studierendenvertretungen (전국대학생대표자협의회) und dem Koreanischen Gewerkschaftsbund.
Nach der Auflösung der Demokratischen Arbeiterpartei gingen viele Mitglieder der NL-Faktion innerhalb der Minju-Partei auf.
Die beiden Vorgängerparteien entstanden aus der 2014 verbotenen Tonghap-jinbo-Partei und vereinigten sich am 15. Oktober 2017 zur Minjung-Partei. Zwei bei der Parlamentswahl in Südkorea 2016 gewählte unabhängige Abgeordnete traten der Minjung-Partei bei. Jedoch verlor Yoon Jong-oh am 22. Dezember 2017 seinen Sitz, da er gegen das Wahlkampfgesetz verstoßen hatte. Derzeit hat die Partei mit Kim Jong-hoon einen Abgeordneten in der Nationalversammlung Südkoreas. Bei den Lokalwahlen in Südkorea 2018 gewann die Partei 11 von 2.927 Sitzen in Gemeindeparlamenten.
Am 20. und 21. Juli 2018 trafen sich drei Mitglieder der Minjung-Partei mit drei Vertretern der Koreanischen Sozialdemokratischen Partei aus Nordkorea in der chinesischen Stadt Shenyang, um den parlamentarischen Austausch zu suchen. Das südkoreanische Wiedervereinigungsministerium erlaubte das Treffen nicht und empfahl eine Verschiebung des Treffens. Die Vertreter der Minjung-Partei reisten allerdings trotzdem nach Shenyang und nahmen am Treffen teil.

## Ausrichtung
Die Partei hat ihre Zielgruppe bei den Arbeitern, Bauern, Frauen, jungen Menschen und der ärmeren städtischen Bevölkerung. Im Vordergrund der politischen Arbeit steht der Abschluss der Candlelight-Revolution, die zur Amtsenthebung von Park Geun-hye führte. Die Minjung-Partei setzt sich für einen stärkeren Sozialstaat zur Unterstützung der Arbeitnehmer ein und befürwortet einen Dialog zur friedlichen Vereinigung Süd- und Nordkoreas zum koreanischen Staat. Dabei setzt sie auf den Dialog zwischen Vertretern beider koreanischer Staaten. Sie unterstützt die Direktdemokratie.
Sie fordert die Einführung einer Arbeitslosenversicherung, die regelmäßige Erhöhung des Mindestlohns, die Einführung von jährlich verpflichtenden Tarifverhandlungen und die Arbeitspolitik auf der Grundlage der Forderungen der Industriegewerkschaften und des Koreanischen Gewerkschaftsbunds umzusetzen. Zu ihrer Landwirtschaftspolitik gehören die Schaffung eines staatlich geführten Vertriebsnetzes und die Erhöhung der Subventionen. 
Zu ihrem Programm gehören auch die Auflösung der Jaebol, eine Vermögenserbschaftssteuer von 90 % und die Lockerung von Regelungen für die Arbeitsaufnahme von Rentnern.
Sie ist wie die anderen demokratischen Parteien Japan gegenüber unfreundlich gesinnt.

## Kontroversen
Die Minjung-Partei wird insbesondere durch konservative Politiker dafür kritisiert, in der Nachfolge der Tonghap-jinbo-Partei zu stehen. Diese wurde 2014 aufgrund von Verfassungswidrigkeit verboten und aufgelöst. Einige ehemalige Mitglieder gründeten neue Parteien wie die Vorgängerparteien der Minjung-Partei. Der Minjung-Partei wird deshalb vorgeworfen, die Tonghap-jinbo-Partei retablieren zu wollen.